# Умцэ Пелджор
Самтен Тензин, более известный как Умцэ Пелджор (умер в 1707 году), был 7-м Друк Деси, или главой правительства Бутана, с 1703 года до своей смерти. Неопытный политик с мягким характером, Пелджор был не более чем соправителем более могущественного гьялцаба (главы государства) Куенга Гьялтшена. Чувствуя себя подавленным фракционными распрями при дворе, Пелджор в конце концов удалился в монастырь Чагри-гомпа в 1705 году. Последние годы своей жизни он оставался на посту лишь номинально, а фактически жил как монах.

## Биография
До своего назначения на пост Друк Деси Умцэ Пелджор служил прецентором в государственном монастыре, поэтому был сведущ в религиозных вопросах, но совершенно не подготовлен к работе на высоком государственном посту. Назначенный правителем после неожиданной смерти своего предшественника Нгаванга Церинга в 1703 году, Пелджор фактически разделил свою власть с гораздо более влиятельным и могущественным Куенга Гьялценом, который официально действовал как Гьялтсаб. Поскольку правление Пелджора было коротким и малоизвестным, историк Тензин Чогьял считал его не более чем просто номинальным главой, а Джон Ардусси называл его "фактически незначительным". Пема Цеванг, однако, считал Умцэ Пелджора "легким и мирным человеком, который правил праведно", а Карма Пхунцо считал его "политически наивным", но "мягким" правителем.
Во время правления Умцэ Пелджора началась борьба за власть между Дзонгпенами Тенпа Вангчуком из Пунакхи и Друком Рабгаем из Тхимпху, что привело к широкомасштабным фракционным распрям. Не имея возможности справиться с политическими разногласиями в правительстве, Пелджор в 1705 году удалился в монастырь Чагри-гомпа, фактически уступив оставшуюся власть Куенге Гьялцену. Однако номинально он оставался на своем посту до своей смерти в 1707 году.
После смерти Умцэ Пелджора Друк Рабгай стал первым светским Друк Деси, положив конец правлению монахов над страной. Убив своих соперников и Куенга Гьялцена, он положил начало хаотичному и жестокому периоду истории Бутана.